# Fatima Aziz
Fatima Aziz (in dari فاطمه عزیز, in pashtu فاطمهٔ عزيز; Konduz, 1973 – Svizzera, 12 marzo 2021) è stata una politica e medico afghana.

## Biografia
Si laureò in medicina presso l'Università di Kabul nel 1993. Parlava dari, pashtu, inglese e urdu. Si sposò con un ingegnere col quale ebbe quattro figli. Entrò nella Camera del popolo afghana nel 2005 dove rimase fino all'anno della sua morte.
Morì per un cancro il 12 marzo del 2021 in un ospedale in Svizzera.